# 山中恵美子
山中 恵美子（やまなか えみこ、1971年〈昭和46年〉- ）は、日本のセミナー講師、著者、株式会社瞬読代表取締役、株式会社ワイイーエス代表取締役社長、通信制高校・サポート校EMI高等学院学院長。「瞬読」メソッド開発者。

## 来歴・人物
大阪府生まれ。甲南大学法学部卒業。大学在学中に日本珠算連盟講師資格を取得している。大学卒業後は関西テレビ放送株式会社に勤務。
2003年、自身のそろばん塾を開校し、延べ2,000人以上を指導。
2009年、学習塾を開校し、グループ30校で送り出した生徒数は2万人に及ぶ。自らが考えた「瞬読」と呼ばれる読書法が話題を呼び、塾生以外にも瞬読を指導するようになる。
2023年4月、学院長を務める通信制高校・サポート校「EMI高等学院」を開校。校名には自身の名前の一部である「えみ」を用いた。

### 瞬読
瞬間的に読むだけでなく、「右脳でイメージし、左脳で言語化する」という独自のメソッド。
学習塾を経営する中で、「今の時代に必要な能力を子どもたちが身につけられるように」という想いから生まれ、その効果が保護者からビジネスパーソンにまで広まり、瞬読を教える講座を開講するようになる。
『瞬読』関連の著書はシリーズ累計23万部を超えるベストセラーとなっている。

## 著書

### 単著
- 『1冊3分で読めて、99%忘れない読書術「瞬読」』（2018年11月10日、SBクリエイティブ）
- 『1日5分見るだけで、1週間で勝手に速く読める! 瞬読ドリル』（2020年1月25日、SBクリエイティブ）
- 『たった1分見るだけで頭がよくなる 瞬読式勉強法』（2021年3月10日、ダイヤモンド社）
- 『見るだけで脳がよくなる 1分間瞬読ドリル』（2022年1月12日、ダイヤモンド社）
- 『1分見るだけで頭が劇的によくなる 瞬読式ノート術』（2022年7月23日、SBクリエイティブ）
- 『見るだけで脳がよくなる1分間瞬読ドリル 超かんたん!入門編』（2022年11月30日、ダイヤモンド社）

### 連載
- 『1分間瞬読ドリル　超かんたん!入門編』（2022年11月-、ダイヤモンド・オンライン）
- 『1分間瞬読ドリル』（2022年1月-、ダイヤモンド・オンライン）
- 『瞬読式勉強法』（2021年3月-、ダイヤモンド・オンライン）